# Гелен Рівз
Гелен Рівз  (англ. Helen Reeves; нар. 6 вересня 1980) — британська веслувальниця, олімпійська медалістка.

## Виступи на Олімпіадах
| Олімпіада  | Дисципліна                  | Місце |
| ---------- | --------------------------- | ----- |
| Афіни 2004 | слалом на байдарці-одиночці | 3     |

## Зовнішні посилання
- Досьє на sport.references.com [Архівовано 31 серпня 2011 у Wayback Machine.]